# The Kings of Appletown
The Kings of Appletown o Adventures in Appletown es una película de comedia, drama y aventura de 2008, protagonizada por Dylan y Cole Sprouse, escrita por Amanda Moresco, dirigida por Robert Moresco, y producida por Moresco Productions en asociación con Oak Films.

## Producción
La filmación principal ha sido completada en New Braunfels, Texas y actualmente se encuentra en postproducción.

## Sinopsis
La película es sobre tres niños para salvar la ciudad donde Tom Sawyer vivía hace mucho tiempo. Los dos primos, Will y Clayton son testigos de un asesinato y por miedo deciden no decirle a nadie. Ellos y su amiga Betsy, cuyo padre ha sido injustamente acusado del crimen, van en un viaje para encontrar al verdadero asesino, y al mismo tiempo de redimirse.

## Fecha (limitado) de liberación
The Kings of Appletown había limitado la versión preliminar del 12 de diciembre de 2008 y fue devuelto a postproducción.

## Elenco
- Dylan Sprouse como Will.
- Cole Sprouse como Clayton.
- Victoria Justice como Betsy Ramos.
- R.D. Call como el entrenador Joe.
- Kate Burton como la tía Birdy.
- Patrick Brennan como el agente Johnson.
- Sierra Jade Gerban como Faith Ramos.
- Lisa Lamendola como la señora Ramos.
- Glenn Taranto como el señor Potter.
- Daniel Zacapa como el juez Morgan.
- Charlie Stewart como Benny.
- Malcolm David Kelley como Cliff.
- Dalton O'Dell como Jimmy Johnson.
- Scott Einbinder como Travis.
- Jimmy Summerall como Charlie Horvath.
- Eileen Brennan como la madre del entrenador Joe.

## Valoración
MPAA Ratings anunció será evaluado PG por la violencia leve, leve lenguaje y humor crudo.

## Otras fuentes
- Cast informations at Moviezen
- Production stills at Image Event